# میری پریه
میری پریه (فرانسوی: Mireille Perrier‎؛ زادهٔ ۱۴ نوامبر ۱۹۵۹) هنرپیشه اهل فرانسه است. از فیلم‌هایی که در آنها نقش داشته می‌توان به شکلات، دیگر صدای گیتار را نمی‌شنوم و شلیک به هدف اشاره کرد.

## جوایز
- برنده جایزه Joseph Plateau به عنوان بهترین بازیگر بلژیکی- سال ۱۹۹۱